# Valea Mărului (okręg Gałacz)
Valea Mărului – wieś w Rumunii, w okręgu Gałacz, w gminie Valea Mărului. W 2011 roku liczyła 2781 mieszkańców.